# 9e cérémonie des Oklahoma Film Critics Circle Awards
La 9e cérémonie des Oklahoma Film Critics Circle Awards (OFCC Awards), décernés par l'Oklahoma Film Critics Circle, a eu lieu le 5 janvier 2015, et a récompensé les films réalisés l'année précédente.

## Palmarès

### Top 10 des meilleurs films
1. Boyhood
2. Birdman
3. The Grand Budapest Hotel
4. Whiplash
5. Gone Girl
6. Night Call (Nightcrawler)
7. Imitation Game (The Imitation Game)
8. La Grande Aventure Lego (The Lego Movie)
9. A Most Violent Year
10. Les Gardiens de la Galaxie (Guardians of the Galaxy)

### Catégories
- Meilleur film : 
  - Boyhood

- Meilleur réalisateur :
  - Richard Linklater pour Boyhood

- Meilleur acteur :
  - Michael Keaton pour le rôle de Riggan Thomson dans Birdman

- Meilleure actrice :
  - Rosamund Pike pour le rôle d'Amy Elliott Dunne dans Gone Girl

- Meilleur acteur dans un second rôle :
  - Edward Norton pour le rôle de Mike Shiner dans Birdman

- Meilleure actrice dans un second rôle :
  - Patricia Arquette pour le rôle d'Olivia dans Boyhood

- Meilleur premier film :
  - Night Call (Nightcrawler) – Dan Gilroy

- Meilleur scénario original :
  - The Grand Budapest Hotel – Wes Anderson

- Meilleur scénario adapté :
  - Gone Girl – Gillian Flynn

- Meilleur film en langue étrangère :
  - Snow Therapy (Turist) •  Suède

- Meilleur film d'animation :
  - La Reine des neiges (Frozen)

- Meilleur film documentaire :
  - Life Itself

- Plaisir coupable :
  - Edge of Tomorrow

- Body of Work :
  - La Grande Aventure Lego (The Lego Movie) et 22 Jump Street – Phil Lord et Christopher Miller

- Pire film (Obviously Worst Film) :
  - Transformers : L'Âge de l'extinction (Transformers: Age of Extinction)

- Pire film pas si évident (Not-So-Obviously Worst Film) :
  - Monuments Men